# نعضة هندية
نُعضة هندية أو فلاكورة هندية (الاسم العلمي:Flacourtia indica) هي نوع من النباتات تتبع جنس الفلاكورة من الفصيلة الصفصافية.